# Psilocybe semilanceata
Psilocybe semilanceata (conocido comúnmente como mongui u hongo de San Juan) es un hongo del género Psilocybe. Esta clase de hongos es conocida por su uso como sustancia enteógena o psicotrópica.

## Descripción
Psilocybe semilanceata mide entre 2 y 5 cm, tiene un sombrero acampanulado con forma de tetilla, carece de anillo, y su color varía entre el blanquecino cuando es pequeño al marrón cuando es grande. Posee un sabor amargo y, si bien mientras crece es blanco perla, una vez se va secando toma un color amarillento y posteriormente tintes purpúreos, azules o verdosos, indicadores de la oxidación de su principio activo, la psilocina.
Crece principalmente a partir de los 600 m de altitud, preferentemente en zonas húmedas. Su cultivo a nivel casero es muy difícil sin tener equipos ni conocimientos de micología. Los usuarios de hongos psilocibios prefieren cultivar especies como Psilocybe cubensis (cucumelos), Psilocybe mexicana y Panaeolus cyanescens, que contienen el mismo principio activo (psilocibina).

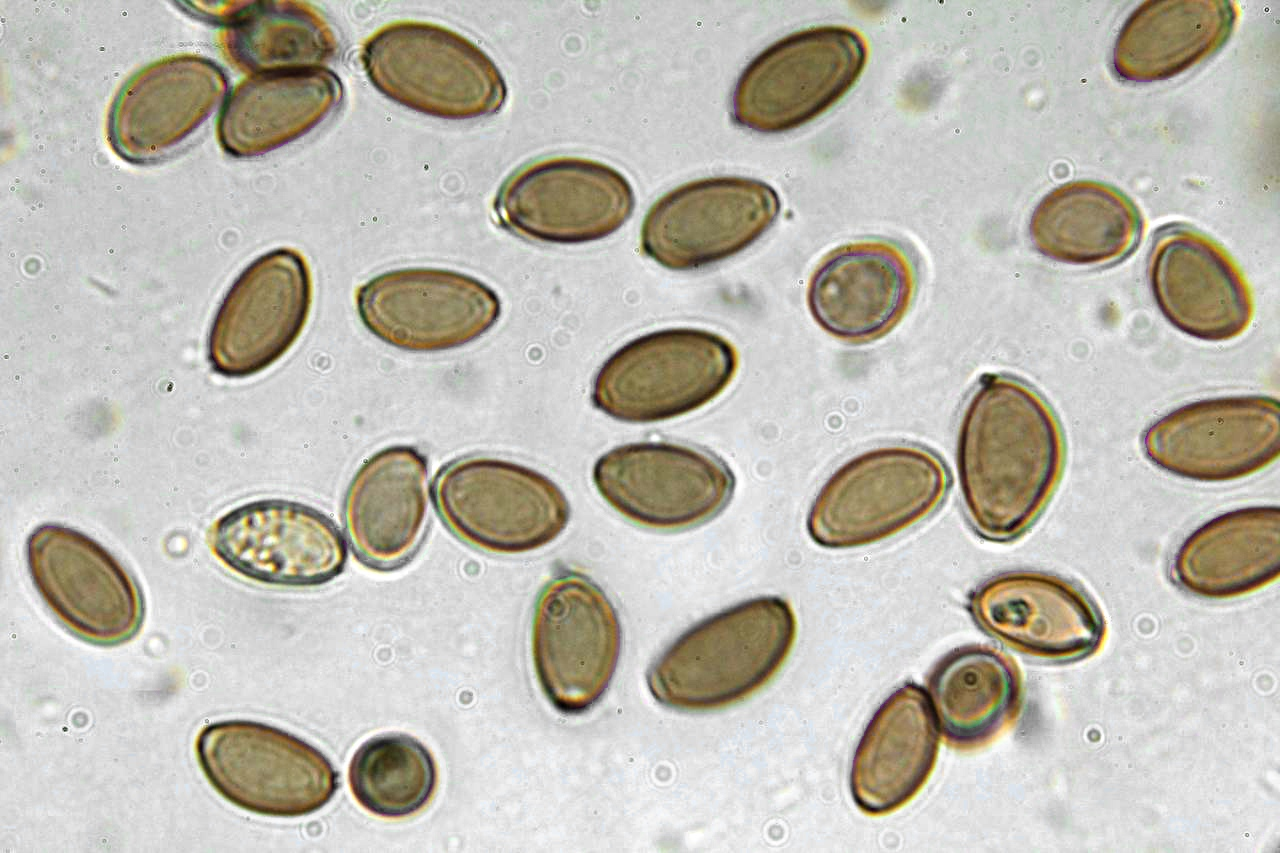
Esporas 1000x

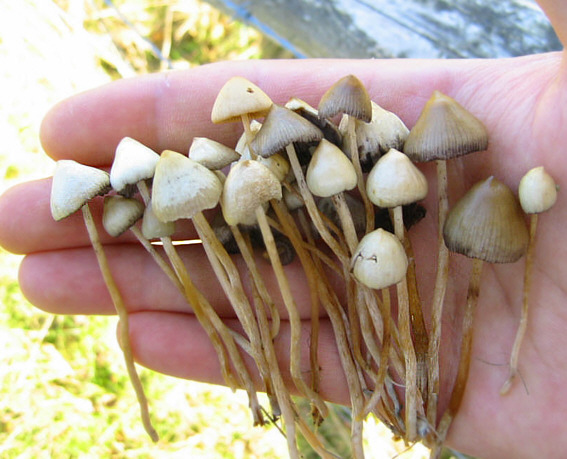
Psilocybe semilanceata

## Distribución
Psilocybe semilanceata se considera el hongo más común que contiene psilocibina. En Europa, P. semilanceata tiene una amplia distribución, y se encuentra en Alemania, Austria, Bélgica, Bulgaria, en las Islas del Canal, República Checa, Dinamarca, Estonia, Islas Feroe, Finlandia, Francia, Alemania, Georgia, Hungría, Islandia, Irlanda, Italia, Lituania, Países Bajos, Noruega, Polonia, Rumania, Rusia, Eslovaquia, España, Suecia, Suiza y el Reino Unido. En general se acepta que la especie es nativa de Europa. Watling ha demostrado que existe poca diferencia entre las muestras recogidas de España y Escocia, tanto en las características morfológicas y genéticas.
También tiene una amplia distribución en América del Norte. En Canadá se ha obtenido de Columbia Británica, Nuevo Brunswick, Terranova, Nueva Escocia, Isla del Príncipe Eduardo y Quebec. En los Estados Unidos, es más común en el Noroeste del Pacífico, al oeste de la cordillera de las Cascadas, donde fructifica abundantemente en otoño y principios de invierno. Se ha informado que la fructificación también ocurre con baja frecuencia durante los meses de primavera.  P. semilanceata es mucho menos común en América del Sur, donde se ha registrado desde el sur de Brasil, Argentina , Uruguay y Chile. También es conocido en Australia (donde puede ser una especie introducida) y Nueva Zelanda, donde crece en pastos de altura. En 2000, se informó de Golaghat, en la India.

## Importancia cultural
La ingestión de Psilocybe semilanceata, tanto crudos como cocinados, produce efectos en el organismo y la personalidad de una manera antagonista de la serotonina, por lo que se puede ver alterada la percepción del espacio tiempo, los sentimientos, el hambre, el sueño o el confort sensitivo. Además puede provocar cuadros de paranoia o manía persecutoria temporal que pueden durar entre 3 y 6 horas aproximadamente; por eso, se desaconseja su consumo si no es en un ambiente controlado.
Produce una agudización de los sentidos y una estimulación efectiva, provocando extraversión y facilitando la expresión de los sentimientos. Algunos de los efectos pueden ir desde cierta hilaridad, desinhibición o locuacidad. Como la mayoría de las drogas alucinógenas, el efecto dependerá principalmente del estado de ánimo de la persona, del ambiente, de la dosis, etc. También puede variar de persona a persona. Los efectos a nivel físico pasan por sensibilidad a la luz, letargo, euforia, tóxica, a veces náuseas y dolor de cabeza.

### Albert Hofmann
La psilocina y la psilocibina tienen una estructura química muy similar al factor cerebral serotonina. Los dos alcaloides del hongo, como la LSD, bloquean los efectos de la serotonina en experimentos farmacológicos en distintos órganos. Otras propiedades farmacológicas de la psilocina y la psilocibina son similares a las del LSD. La diferencia principal consiste en la cantidad activa en experimentos con animales y con seres humanos. La dosis activa promedio de psilocina y psilocibina en humanos comienza con 10 mg; de acuerdo a ello, estas dos sustancias son 100 veces menos activas que la LSD, de la cual 0,1 mg constituye una dosis bastante fuerte. Además, los efectos de los alcaloides de los hongos duran entre 4 y 6 horas solamente, mucho menos que los efectos de la LSD (8 a 12 horas).